# 深尾韶
深尾韶（ふかお しょう、1880年11月12日 - 1963年11月8日）は、静岡県静岡市城内生まれの明治時代の社会主義者、教育者。日本の社会主義運動の草分けのひとり。日本のボーイスカウト運動の草創期を担ったひとりでもある。

## 経歴

### 生い立ち
1880年11月12日、駿府城内の旗本屋敷に生まれる。父は元静岡藩士で徴税吏、教員の深尾信四郎。1891年に小島村尋常小学校（現静岡市立清水小河内小学校）卒業した後、父は彼に師範学校進学を勧めたが、奉職義務を嫌い進学しなかった。少年時代から文芸雑誌によく投稿していた。静岡監獄職員、沼津区裁判所職員を経て、1897年より袖師尋常小学校（現静岡市立清水袖師小学校）の代用教員となる。その後1898年に准教員免状を交付され、以降静岡と北海道で7つの学校に准訓導として奉職した。

### 社会主義者として
1901年発足の理想団静岡支部に参加。
教員時代から『週刊平民新聞』に寄稿しており、北海道で小学校教員の労働組合の結成を目指していたが、1904年の日露戦争開戦により、7月に両親の要請をうけて静岡に帰郷した。その途上、東京の平民社で堺利彦と面談。
1905年、同じく静岡出身の渡辺政太郎、原子基と3人で社会主義の伝道のための「伝道行商」を計画。同年4月に東京を出発し北海道をくまなく回る計画であったが、渡辺は退いたため、深尾と原子の2人で荒畑寒村の助言により目的地を甲府地方に変更した。4月10日に平民社を出発するも、13日には府中警察署に検束され、行商道具一式を領置されたため14日に平民社へ戻った。同年5月からは北海道直狩村の「平民農場」の開墾事業を始めるも、農場経営は困難を極め、同年8月には経営を原子に任せ帰京し、二度と帰ることはなかった（その後農場は1907年に解散）。11月には、解散した平民社の出版部を引き継ぐ形で設立された由分社に入社し、『家庭雑誌』の編集に携わる。
1906年2月、堺利彦とともに主幹となり日本社会党を組織し、西川光二郎らの日本平民党を合併。日本社会党の評議員となり、『光』・『新紀元』を統一した『日刊平民新聞』の編集にあたるが、翌1907年2月には社会党禁止、平民新聞は廃刊となった。
1906年3月15日、電車賃値上げ反対市民大会で大杉栄らとともに逮捕され（電車事件）、保釈後は堺邸に居候し、堺と堀保子（堺の前妻の妹）・荒畑の4人で同居した。深尾は堀保子と婚約し、8月に静岡へ婚前旅行に出かけたが、同月中に大杉栄が堀を「手籠め同然に」屈服させ結婚した。
深尾は『平民新聞』発行名義人であったため、社会党第二回大会に関する記事および大杉の「青年に訴う」の記事に関して起訴されたが、4月の発禁まで精力的に執筆を続けた。『社会問題辞典』編集に携わり、『世界婦人』『社会新聞』紙上において女性解放について論陣を張った。1907年8月のケア・ハーディ来日の際には、ハーディが宿泊する堺邸で、山川均や荒畑らと「富の鎖」を歌い歓迎した。この歓迎会の後、深尾は高熱を出し病床に臥した。当初マラリアと診断されるが、のちに肺病と判明し、療養のため帰郷。
1908年3月、病床にありながら『女教師』を創刊。『女教師』は経営難により半年で廃刊するが、後に「婦人教師を対象とした教育雑誌の先駆者として永久に記録されるべきもの」と評された。同年5月19日、病気のため仙台で行われた電車事件の控訴審は欠席した。これ以降、自身の病気や、西川ら議会政策派と幸徳ら直接行動派の対立、深尾の私信が西川によって公表され堺の怒りを買うなど運動内部の抗争等により深尾は運動から遠ざかっていった。

### スカウティング創始者として
療養中の1909年春、英字新聞で、ボーイスカウトの創始者ロバート・ベーデン・パウエル卿の著書『スカウティング・フォア・ボーイズ』（Scouting for Boys）の存在を知り、入手。叔父である『少年時報』主幹鎖是勝と共にボーイスカウト運動の研究を開始する。同年中に研究の成果を『少年時報』紙上に発表し、「少年軍団」の設立を呼びかけた。翌1910年には静岡歩兵連隊長であった白川義則大佐の協力を得て結成に取りかかったが、白川の転任のため頓挫した。1910年に上京、土方九元を代表とする報恩会運動の組織である斯道会の書記の職を得、その禄を食みながらボーイスカウト運動創設のためのロビー活動を始める。1912年に同じくボーイスカウト運動の重要性を認識していた学習院院長の乃木希典と初面談して以降、深尾は再三乃木を訪問、他にも田中義一や田所美治などの軍部・教育関係者にも少年軍団設立への協力を働きかけた。1913年、東京市芝区では少年軍団設立にむけた小学校校長会議が開かれるなどしたが、深尾の前歴に疑問を持つ関係者があり結成には至らなかった。
1914年から1916年にかけては静岡新報の記者となり、その際、静岡県に学務課長として赴任していた二荒芳徳（のちに少年団日本連盟理事長）と知遇を得た。二荒は深尾を静岡の名望家で代議士の尾崎元次郎と引き合わせた。1914年6月、尾崎を団長、深尾と高杉啓次郎を理事として「静岡少年軍団」を創設。浅間神社で催された入団式には111名の隊員が集まった。高杉は元社会主義者である深尾を排除することを求めたが、尾崎が深尾を擁護した。
1915年、「スカウティング・フォア・ボーイズ」の翻訳を元に独自の研究成果を盛り込んだ著書『少年軍団教範』を中央報徳会より出版。同年11月には月刊誌『義勇団』を創刊し、少年軍団の宣伝を行った。
1916年、興津（旧静岡県清水市）に転居。静岡少年軍団は解散を余儀なくされたが、1918年には万朝報記者として再び静岡に戻り、尾崎、岡本礼一らとともに「静岡少年団」を結成した。
1922年4月13日、静岡市で開催された少年団日本連盟第一回大会により「少年団日本連盟」が結成され、深尾は翌年に日本連盟常任理事に就任。1925年には台湾総督府に招聘され竹内二郎とともに台湾でのスカウティングの基礎を立てた。
1933年に清水電力を起業するも翌年これを解散し、紙糸製袋物製造業をはじめる。

### 晩年
昭和年間に入ると、法運に心服し報恩会活動に精を出し、戦後には報恩会静岡分会長となった。
1953年6月20日、ボーイスカウト日本連盟年次総会において、スカウティングへの貢献を讃えられ、先達の称号を授与される。1957年、ボーイスカウト日本連盟の有功章「たか章」を受章。
1963年11月8日、老衰により死去。享年83。

## 著作
- 社会主義の話（1905、 即日発禁）
- 車夫諸君に申す（1907年、発禁）
- 少年軍団教範（中央報徳会、1915年）
- スカウト読本（少年団日本連盟、1925年）